# Esther Arditi
Esther Arditi (Sofía, 1937–20 de febrero de 2003), también conocida como "El Ángel en Blanco," fue una  médica de combate de las Fuerzas de Defensa de Israel, y la única mujer en recibir la Medalla de Servicio Distinguido.

## Primeros años
Nació en 1937 en Sofía, Bulgaria, pero creció en Italia durante la Segunda Guerra Mundial. Luego de culminar la secundaria, emigró a Israel y se enlistó en la Fuerza Aérea de Israel.

## Carrera
Una semana luego de recibir su certificación como médico militar en 1954, Arditi salvó la vida del piloto de combate Yaakov Salomon y su navegador Shlomo Hertzman, los cuales se encontraban a bordo de su Havilland DH.98 Mosquito, el cual había sido alcanzado por un relámpago mientras aterrizaban en medio de una tormenta. Arditi comenzó a conducir la ambulancia al sitio del aterrizaje, pero el barro generado por la tormenta impedía el avance de la ambulancia hacia el avión en llamas. Arditi dejó la ambulancia y corrió hacia el avión en llamas, extrayendo a Salomon y Hertzman antes de que el avión explotara. Por su heroísmo, se convirtió en la primera y única hasta la fecha mujer en recibir la Medalla de Servicio Distinguido de las Fuerzas de Defensa de Israel, la segunda condecoración más alta del país.
Continuó su carrera militar durante la Guerra de Seis Días y la guerra de Yom Kipur, en las cuales trabajó en un hospital de campaña. Sus logros en la guerra le ganaron el apodo "El Ángel en Blanco," con el cual fue conocida por la sociedad israelí hasta su muerte por causa de un ataque al corazón el 20 de febrero de 2003.